# 첨단대로 (인천)
첨단대로(尖端大路)는 인천광역시 연수구 송도동에 있는 인천광역시의 도로로, 총 연장은 1.59 km이다. 또한 도로명의 유래는 이 일대에 첨단산업 클러스터 단지를 반영한 것에서 유래하였다.

## 노선 정보
- 기점 : 인천광역시 연수구 송도동 (송도국제대로와 교차, 인천타워대로와 직결)
- 종점 : 인천광역시 연수구 송도동 (송도바이오대로와 교차)

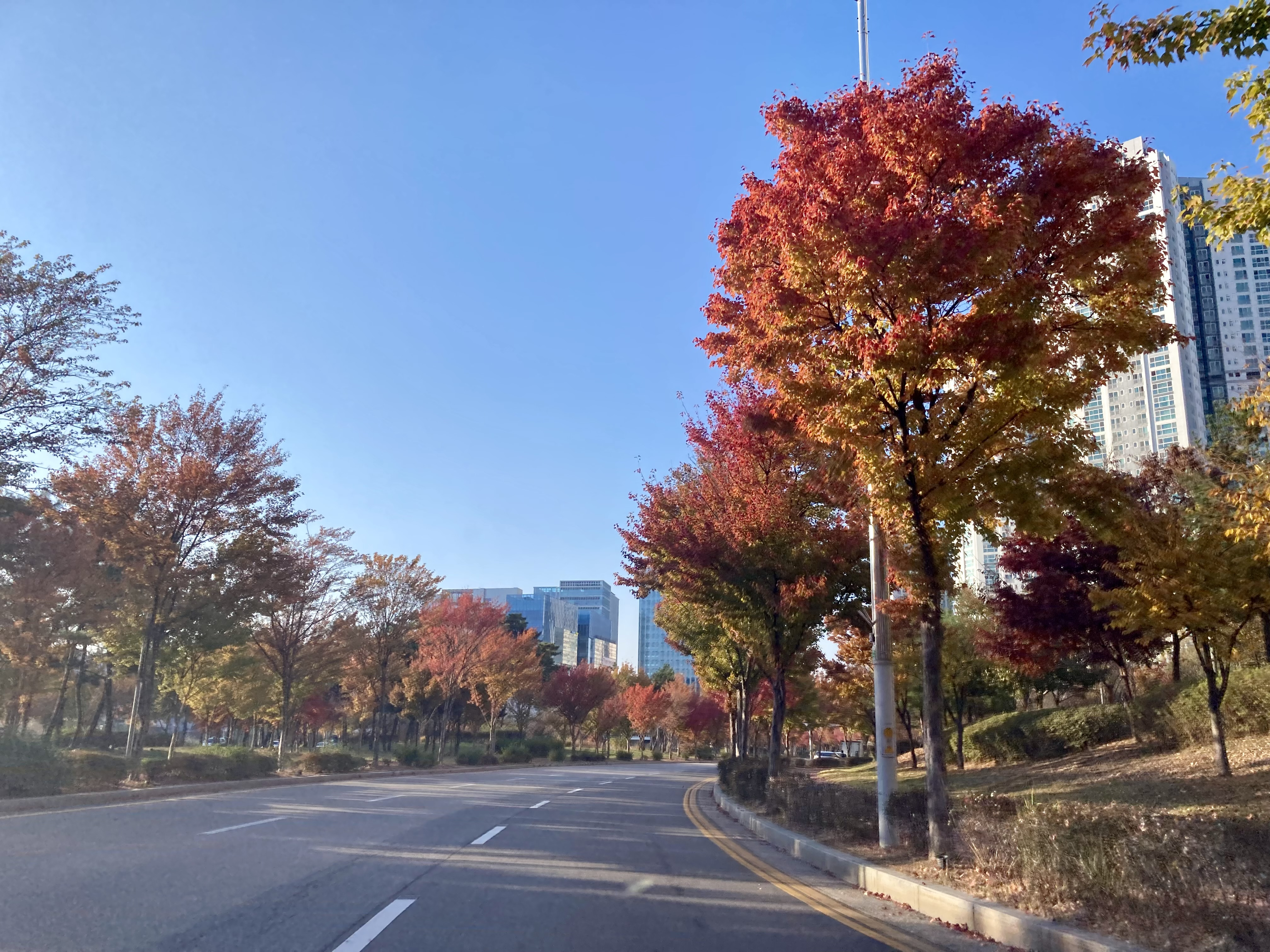
송도베르디움더퍼스트아파트 앞 첨단대로 가을풍경

- 총 연장 : 1.59 km

## 지리
- 통과하는 지자체 : 인천광역시 연수구 송도동
- 접촉하는 도로 : 송도국제대로, 송도바이오대로, 인천타워대로 (직결)

### 주변에 있는 시설
도로부 남측

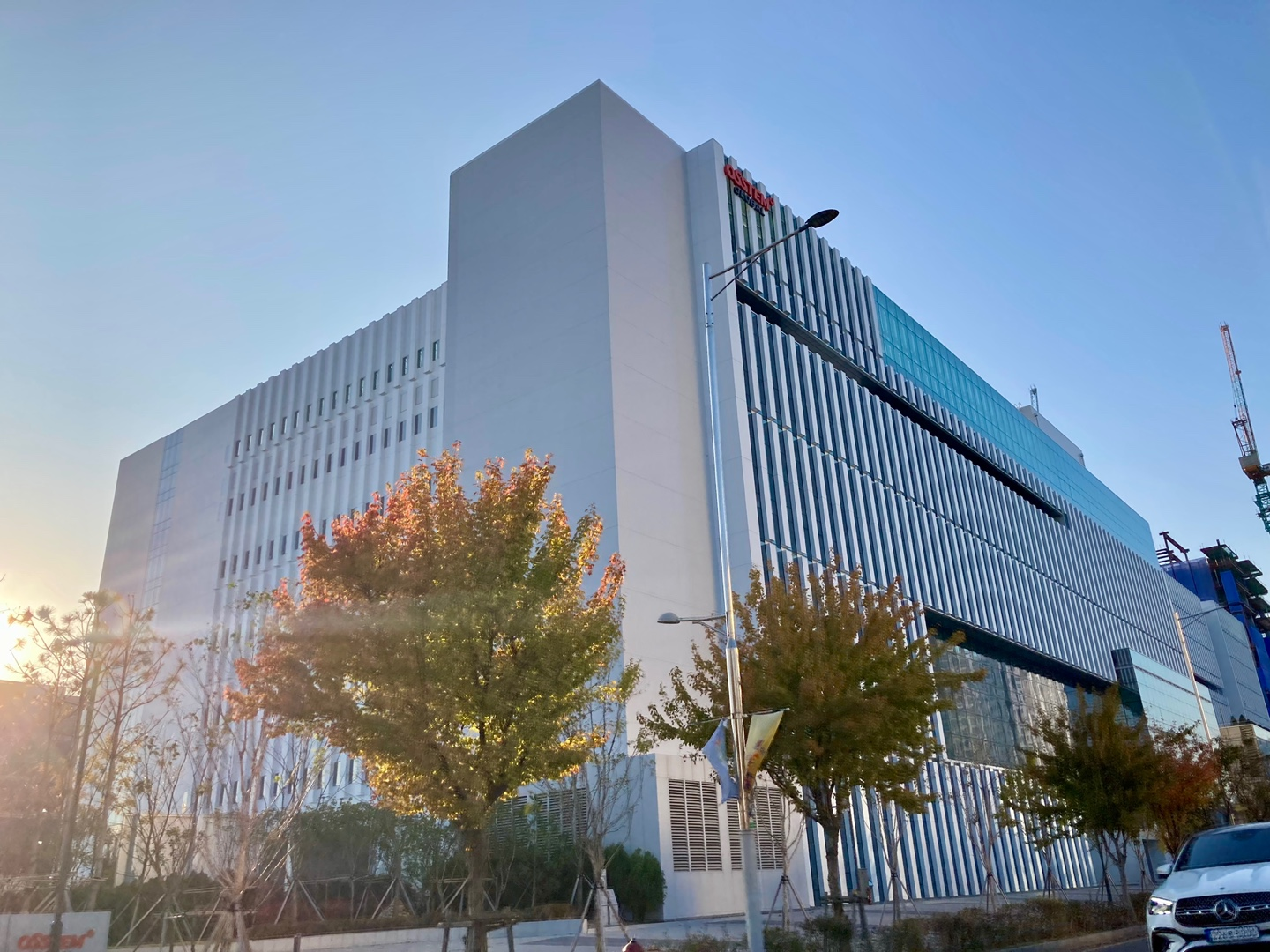
오스템글로벌(송도사옥, 첨단대로 104)

- 스마트스퀘어
- 천지연 송도국제신도시점
- 메이차이나
- 이마트24 송도라이크홈점
- 돈까스브로스 송도라이크홈점
- 송도갈비 송도국제신도시점
- 이디야커피 송도라이크홈점
- 오스템글로벌 송도사옥

도로부 북측

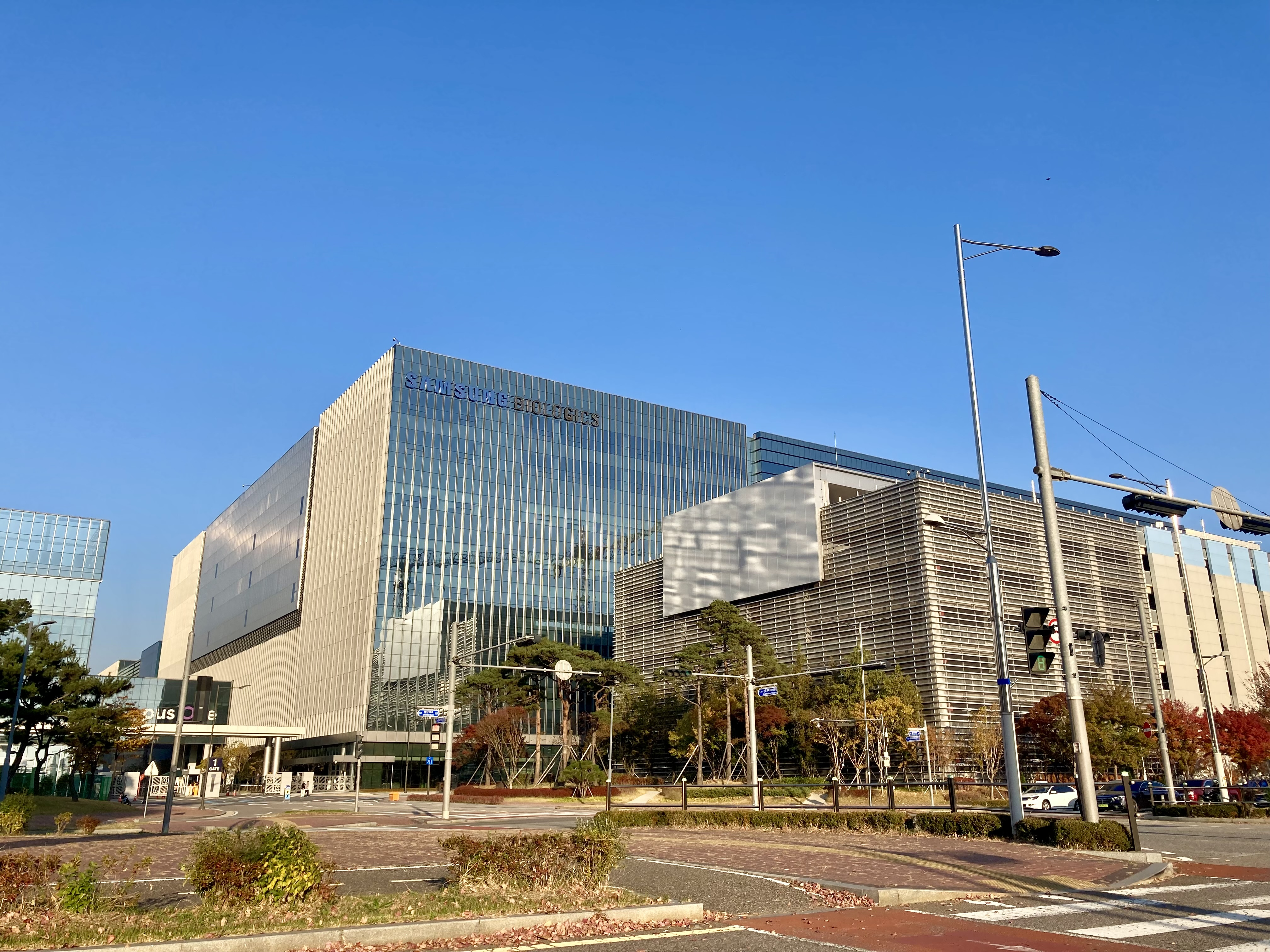
삼성바이오로직스(송도바이오대로300)

- 송도더샵센트럴시티아파트
- 송도더샵그린스퀘어아파트
- 베르디움더퍼스트아파트
- 삼성바이오로직스